# Европейское страхование
«Европейское страхование» (англ. Insurance Europe) (до марта 2012 года организация называлась Европейский страховой комитет (или Европейский комитет по страхованию, а также Европейский комитет страховщиков — фр. Comité Europeen des Assurance (CEA), англ. European Insurance Committee (EIC)) — международная организация, объединяющая 37 национальных страховых и перестраховочных ассоциаций Европы. Основана в 1953 году. Штаб-квартира находится в Брюсселе, Бельгия. На "Европейское страхование" приходится 95 процентов всех страховых премий, собранных в Европе.

## Заявление о миссии[3]
Главной задачей деятельности «Европейского страхования» является представление интересов и координация деятельности всех типов страховых и перестраховочных компаний. Основная задача European Insurance - представлять интересы и координировать деятельность всех видов страховых и перестраховочных компаний. Кроме того, миссия Insurance Europe заключается в следующем: 
- Привлекать внимание к вопросам, представляющим стратегический интерес для всех европейских страховщиков и перестраховщиков, на устойчивой основе;
- Повышать осведомленность о роли страховщиков и перестраховщиков в обеспечении страховой защиты и безопасности общества, а также в содействии экономическому росту и развитию;
- Содействие - в качестве экспертного и представительного голоса страховой отрасли - конкурентному и открытому рынку в интересах европейского потребителя и корпоративных клиентов.

## Приоритеты "Insurance Europe"[4]
- Совершенствование финансового регулирования;
- Обслуживание потребителей;
- Повышение устойчивости;
- Обеспечение защиты;
- Поддержка цифровизации;
- Центр многообразия, равноправия и инклюзивности (DEI).

## Общая информация
После военных действий российского правительства, вторгшегося в Украину, правление "Insurance Europe" проголосовало за прекращение членства Всероссийской страховой ассоциации в "Insurance Europe".
Всероссийский союз страховщиков стал членом Европейского страхового комитета в 2004 году. 